# ヤマハ・XZ
ヤマハ・XZ（エックスゼット）は、日本のオートバイメーカーであるヤマハ発動機がかつて製造販売していたオートバイである。

## 概要
日本国外向けの550ccクラスと、当時の日本国内での免許制度を考慮した国内向け400ccクラスの2機種が、1982年3月に発売された。カラーリングは銀、黒、赤の3種類。
1982年8月には、「YSP限定仕様車」としてフェアリングモデルXZ400Dも投入された。カラーリングは赤×白（マキシムレッド×ホワイト）、青×白（フレンチブルー×ホワイト）の2種類。
1983年2月には、エンジン形式を変更したフェアリングモデルXZ550Dが、国内で発売された。
モデルとしてはロードスポーツ（1980年代当時の呼称ではヨーロピアンタイプ）に分類される。駆動方式はシャフトドライブを採用。安定性に優れ、長距離ツーリングに向いている。搭載されるエンジンはYICS（ヤマハインダクションコントロールシステム）を採用した水冷DOHCV型2気筒。500ccモデルと400ccモデルで同じ車体を使用しているため、当時の400ccクラスとしては大柄な車格をしている。